# こわれ者の祭典
こわれ者の祭典（こわれもののさいてん）は、日本で行われているイベント・パフォーマンス集団。

## 概要
代表は月乃光司、名誉会長は雨宮処凛、不名誉顧問は香山リカ。
様々な病気や障害を持つ者がパフォーマンスをするというイベント・パフォーマンス集団。
2002年に月乃光司によって新潟で始められる。2004年には東京でも行われる。
こわれ者の祭典を始めたきっかけは、月乃光司は引きこもりでアルコール依存症で自殺未遂もしたものの家族にすら理解されなかったが、自助グループでは同じような悩みを持った仲間がいて自分を受け入れられるようになったことから。
新潟で行われているイベントには東京などの県外からの参加者も多数訪れる。新潟で行われているイベントには新潟市長も訪れてスピーチを行ったこともある。
脳性マヒブラザーズというお笑いコンビは、こわれ者の祭典から結成される。
2012年には10周年を迎える。脳性マヒブラザーズは10周年を機にこわれ者の祭典を卒業。
2022年12月26日には新潟で20周年を記念した催しが行われる。
2023年1月18日放送のNHKニュースおはよう日本でこわれ者の祭典が取り上げられる。